# Населення Гамбії
Населення Гамбії. Чисельність населення країни 2015 року становила 1,967 млн осіб (149-те місце у світі). Чисельність гамбійців стабільно збільшується, народжуваність 2015 року становила 30,86 ‰ (39-те місце у світі), смертність — 7,15 ‰ (125-те місце у світі), природний приріст — 2,16 % (43-тє місце у світі) . 

## Природний рух

### Відтворення
Народжуваність в Гамбії, станом на 2015 рік, дорівнює 30,86 ‰ (39-те місце у світі). Коефіцієнт потенційної народжуваності 2015 року становив 3,73 дитини на одну жінку (42-ге місце у світі). Рівень застосування контрацепції 9 % (станом на 2013 рік). Середній вік матері при народженні першої дитини становив 20,9 року, медіанний вік для жінок — 25—29 років (оцінка на 2013 рік).
Смертність в Гамбії 2015 року становила 7,15 ‰ (125-те місце у світі).
Природний приріст населення в країні 2015 року становив 2,16 % (43-тє місце у світі).

### Вікова структура

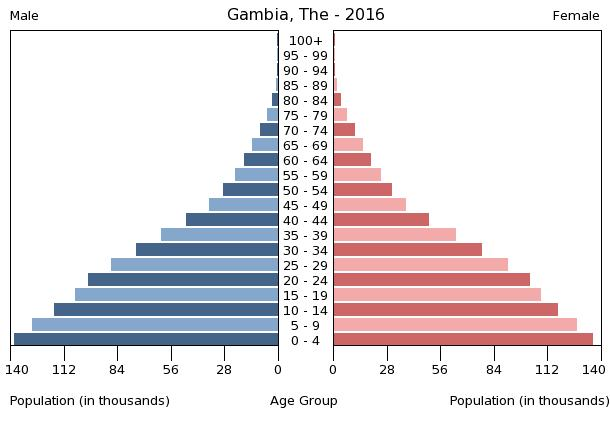
Віково-статева піраміда населення Гамбії, 2016 рік

Середній вік населення Гамбії становить 20,7 року (186-те місце у світі): для чоловіків — 20,4, для жінок — 21 рік. Очікувана середня тривалість життя 2015 року становила 64,6 року (177-ме місце у світі), для чоловіків — 62,27 року, для жінок — 67 року.
Вікова структура населення Гамбії, станом на 2015 рік, виглядає таким чином:
- діти віком до 14 років — 38,31 % (378 449 чоловіків, 375 417 жінок);
- молодь віком 15—24 роки — 20,81 % (202 218 чоловіків, 207 194 жінки);
- дорослі віком 25—54 роки — 33,45 % (322 250 чоловіків, 335 860 жінок);
- особи передпохилого віку (55—64 роки) — 4,08 % (38 717 чоловіків, 41 531 жінка);
- особи похилого віку (65 років і старіші) — 3,36 % (30 886 чоловіків, 35 186 жінок)[1].

## Розселення
Густота населення країни 2015 року становила 196,7 особи/км² (74-те місце у світі).

### Урбанізація
Гамбія високоурбанізована країна. Рівень урбанізованості становить 59,6 % населення країни (станом на 2015 рік), темпи зростання частки міського населення — 4,33 % (оцінка тренду за 2010—2015 роки).
Головні міста держави: Банжул (столиця) — 504,0 тис. осіб (дані за 2015 рік).

### Міграції
Річний рівень еміграції 2015 року становив 2,12 ‰ (170-те місце у світі). Цей показник не враховує різниці між законними і незаконними мігрантами, між біженцями, трудовими мігрантами та іншими.

#### Біженці й вимушені переселенці
Станом на 2015 рік, у країні постійно перебуває 7,5 тис. біженців з Сенегалу.
Гамбія є членом Міжнародної організації з міграції (IOM).

## Расово-етнічний склад
| Етнічний склад (2013 рік) | Етнічний склад (2013 рік) | Етнічний склад (2013 рік) | Етнічний склад (2013 рік) | Етнічний склад (2013 рік) |
| ------------------------- | ------------------------- | ------------------------- | ------------------------- | ------------------------- |
| Етнос:                    |                           |                           | Відсоток:                 |                           |
| мандінка                  | мандінка                  |                           | 33.8%                     | 33.8%                     |
| фульбе                    | фульбе                    |                           | 22.1%                     | 22.1%                     |
| волоф                     | волоф                     |                           | 12.2%                     | 12.2%                     |
| діола                     | діола                     |                           | 10.9%                     | 10.9%                     |
| сонінке                   | сонінке                   |                           | 7%                        | 7%                        |
| серер                     | серер                     |                           | 3.2%                      | 3.2%                      |
| манджак                   | манджак                   |                           | 2.1%                      | 2.1%                      |
| бамбара                   | бамбара                   |                           | 1%                        | 1%                        |
| креоли                    | креоли                    |                           | 0.8%                      | 0.8%                      |
| інші                      | інші                      |                           | 6.1%                      | 6.1%                      |

Головні етноси країни: мандінка — 33,8 %, фульбе — 22,1 %, волоф — 12,2 %, діола — 10,9 %, сонінке — 7 %, серер — 3,2 %, манджак — 2,1 %, бамбара (бамана) — 1 %, креоли — 0,8 %, інші — 0,9 %, іноземці — 5,2 % населення (оціночні дані за 2013 рік).

## Мови
| Мови Гамбії (2015 рік) | Мови Гамбії (2015 рік) | Мови Гамбії (2015 рік) | Мови Гамбії (2015 рік) | Мови Гамбії (2015 рік) |
| ---------------------- | ---------------------- | ---------------------- | ---------------------- | ---------------------- |
| Мова:                  |                        |                        | Відсоток:              |                        |
| англійська             | англійська             |                        | %                      | %                      |
| мандінка               | мандінка               |                        | %                      | %                      |
| фула                   | фула                   |                        | %                      | %                      |
| волоф                  | волоф                  |                        | %                      | %                      |
| інші                   | інші                   |                        | %                      | %                      |

Офіційна мова: англійська. Інші поширені мови: мандінка, фула, волоф та інші африканські мови.

## Релігії
| Релігії в Гамбії (2013 рік) | Релігії в Гамбії (2013 рік) | Релігії в Гамбії (2013 рік) | Релігії в Гамбії (2013 рік) | Релігії в Гамбії (2013 рік) |
| --------------------------- | --------------------------- | --------------------------- | --------------------------- | --------------------------- |
| Віросповідання:             |                             |                             | Відсоток:                   |                             |
| мусульмани                  | мусульмани                  |                             | 95.7%                       | 95.7%                       |
| християни                   | християни                   |                             | 4.2%                        | 4.2%                        |
| атеїсти                     | атеїсти                     |                             | 0.2%                        | 0.2%                        |

Головні релігії й вірування, які сповідує, і конфесії та церковні організації, до яких відносить себе населення країни: іслам — 95,7 %, християнство — 4,2 %, не сповідують жодної — 0,2 % (станом на 2013 рік).

## Освіта
Рівень письменності 2015 року становив 55,5 % дорослого населення (віком від 15 років): 63,9 % — серед чоловіків, 47,6 % — серед жінок.
Державні витрати на освіту становлять 2,8 % ВВП країни, станом на 2013 рік (109-те місце у світі). Середня тривалість освіти становить 9 років, для хлопців — до 9 років, для дівчат — до 9 років (станом на 2010 рік).

## Охорона здоров'я
Забезпеченість лікарями в країні на рівні 0,11 лікаря на 1000 мешканців (станом на 2008 рік). Забезпеченість лікарняними ліжками в стаціонарах — 1,1 ліжка на 1000 мешканців (станом на 2011 рік). Загальні витрати на охорону здоров'я 2014 року становили 7,3 % ВВП країни (144-те місце у світі).
Смертність немовлят до 1 року, станом на 2015 рік, становила 63,9 ‰ (18-те місце у світі); хлопчиків — 69,33 ‰, дівчаток — 58,3 ‰. Рівень материнської смертності 2015 року становив 706 випадків на 100 тис. народжень (29-те місце у світі).
Гамбія входить до складу ряду міжнародних організацій: Міжнародного руху (ICRM) і Міжнародної федерації товариств Червоного Хреста і Червоного Півмісяця (IFRCS), Дитячого фонду ООН (UNISEF), Всесвітньої організації охорони здоров'я (WHO).

### Захворювання
Потенційний рівень зараження інфекційними хворобами в країні дуже високий. Найпоширеніші інфекційні захворювання: діарея, гепатит А, черевний тиф, малярія, гарячка денге, шистосомози, менінгококовий менінгіт, сказ (станом на 2016 рік).
2014 року було зареєстровано 20,3 тис. хворих на СНІД (77-ме місце в світі), це 1,82 % населення в репродуктивному віці 15—49 років (28-ме місце у світі). Смертність 2014 року від цієї хвороби становила приблизно 900 осіб (68-ме місце у світі).
Частка дорослого населення з високим індексом маси тіла 2014 року становила 9,1 % (138-ме місце у світі); частка дітей віком до 5 років зі зниженою масою тіла становила 16,4 % (оцінка на 2013 рік). Ця статистика показує як власне стан харчування, так і наявну/гіпотетичну поширеність різних захворювань.

### Санітарія
Доступ до облаштованих джерел питної води 2015 року мало 94,2 % населення в містах і 84,4 % в сільській місцевості; загалом 90,2 % населення країни. Відсоток забезпеченості населення доступом до облаштованого водовідведення (каналізація, септик): у містах — 61,5 %, в сільській місцевості — 55 %, загалом по країні — 58,9 % (станом на 2015 рік). Споживання прісної води, станом на 2005 рік, дорівнює 0,09 км³ на рік, або 65,77 тонни на одного мешканця на рік: з яких 41 % припадає на побутові, 21 % — на промислові, 39 % — на сільськогосподарські потреби.

## Соціально-економічне становище
Співвідношення осіб, що в економічному плані залежать від інших, до осіб працездатного віку (15—64 роки) загалом становить 94,2 % (станом на 2015 рік): частка дітей — 89,7 %; частка осіб похилого віку — 4,5 %, або 22,3 потенційно працездатного на 1 пенсіонера. Загалом ці показники характеризують рівень потреби державної допомоги в секторах освіти, охорони здоров'я та пенсійного забезпечення, відповідно. За межею бідності 2010 року перебувало 48,4 % населення країни. Розподіл доходів домогосподарств у країні виглядає таким чином: нижній дециль — 2 %, верхній дециль — 36,9 % (станом на 2003 рік).
Станом на 2013 рік, у країні 1,2 млн осіб не має доступу до електромереж; 36 % населення має доступ, у містах цей показник дорівнює 60 %, у сільській місцевості — 2 %. Рівень проникнення інтернет-технологій надзвичайно низький. Станом на липень 2015 року в країні налічувалось 337 тис. унікальних інтернет-користувачів (147-ме місце у світі), що становило 17,1 % загальної кількості населення країни.

### Трудові ресурси
Загальні трудові ресурси 2007 року становили 777,1 тис. осіб (149-те місце у світі). Зайнятість економічно активного населення в господарстві країни розподіляється таким чином: аграрне, лісове і рибне господарства — 75 %; промисловість і будівництво — 19 %; сфера послуг — 6 % (1996). 103,38 тис. дітей у віці від 5 до 14 років (25 % загальної кількості) 2006 року були залучені до дитячої праці. Дані про рівень безробіття серед працездатного населення країни, станом на 2015 рік,

## Кримінал

### Торгівля людьми
Згідно зі щорічною доповіддю про торгівлю людьми (англ. Trafficking in Persons Report) Управління з моніторингу та боротьби з торгівлею людьми Державного департаменту США, уряд Гамбії докладає значних зусиль у боротьбі з явищем примусової праці, сексуальної експлуатації, незаконною торгівлею внутрішніми органами, але не повною мірою, країна перебуває у списку спостереження другого рівня.

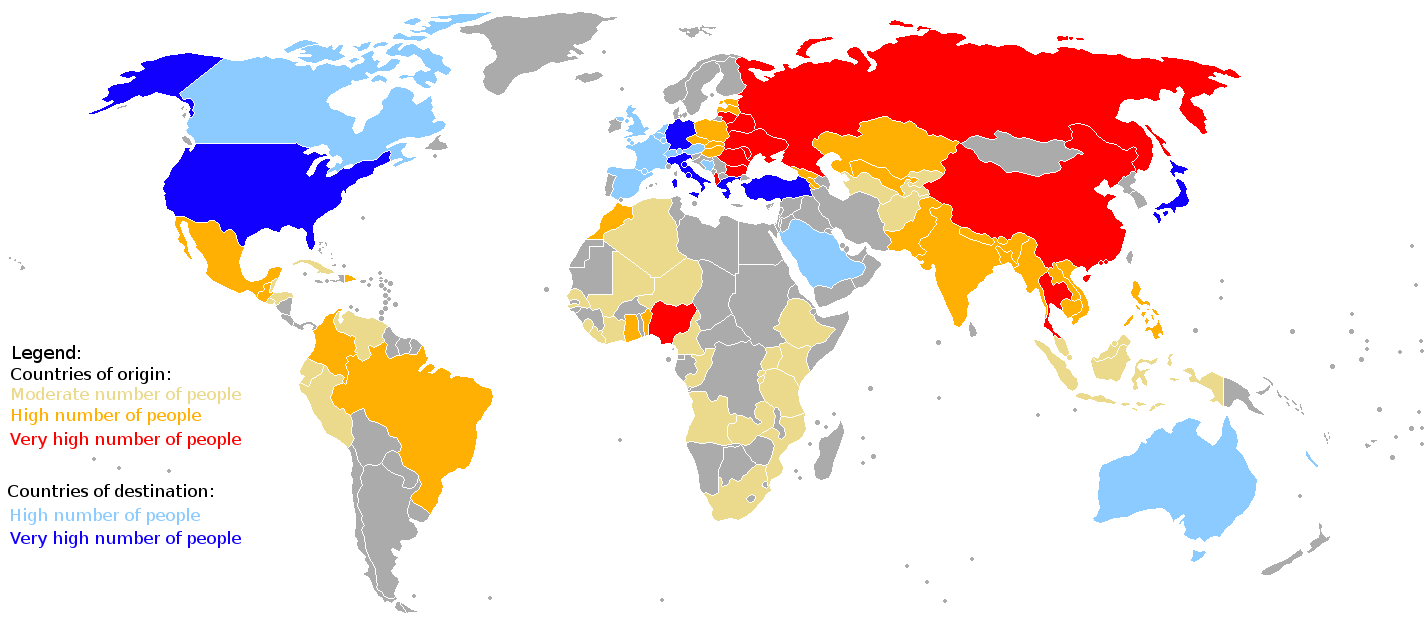
Країни-донори (червоний) і країни-реципієнти кримінальних потоків  (англ.)
Глобальна боротьба з торгівлею людьми (англ.)

## Гендерний стан
Статеве співвідношення (оцінка 2015 року):
- при народженні — 1,03 особи чоловічої статі на 1 особу жіночої;
- у віці до 14 років — 1,01 особи чоловічої статі на 1 особу жіночої;
- у віці 15—24 років — 0,98 особи чоловічої статі на 1 особу жіночої;
- у віці 25—54 років — 0,96 особи чоловічої статі на 1 особу жіночої;
- у віці 55—64 років — 0,93 особи чоловічої статі на 1 особу жіночої;
- у віці за 64 роки — 0,88 особи чоловічої статі на 1 особу жіночої;
- загалом — 0,98 особи чоловічої статі на 1 особу жіночої[1].

## Демографічні дослідження
Демографічні дослідження в країні ведуться рядом державних і наукових установ:

### Українською
- Атлас. 10—11 клас. Економічна і соціальна географія світу / упорядники :  О. Я. Скуратович, Н. І. Чанцева. — К. : ДНВП «Картографія», 2010. — ISBN 978-966-475-639-3.
- Атлас світу / голов. ред. І. С. Руденко ; зав. ред. В. В. Радченко ; відп. ред. О. В. Вакуленко. — К. : ДНВП «Картографія», 2005. — 336 с. — ISBN 9666315467.
- Безуглий В. В. Економічна і соціальна географія зарубіжних країн : Навчальний посібник. — К. : ВЦ «Академія», 2007. — 704 с. — ISBN 978-966-580-239-6.
- Безуглий В. В., Козинець С. В. Регіональна економічна і соціальна географія світу : Навчальний посібник. — видання 2-ге, доп., перероб. — К. : ВЦ «Академія», 2007. — 688 с. — ISBN 966-580-144-9.
- Головченко В. І., Кравчук О. Країнознавство: Азія, Африка, Латинська Америка, Австралія і Океанія. — К., 2006. — 335 с. — ISBN 966-8939-04-2.
- Гудзеляк І. І. Географія населення: Навчальний посібник / І. Гудзеляк. — Л. : Видавничий центр ЛНУ імені Івана Франка, 2008. — 232 с. — ISBN 978-966-613-599-8.
- Дахно І. І. Країни світу: Енциклопедичний довідник / І. І. Дахно, С. М. Тимофієв. — К. : Мапа, 2011. — 606 с. — (Бібліотека нового українця) — ISBN 978-966-8804-23-6.
- Дахно І. І. Економічна географія зарубіжних країн : навчальний посібник. — К. : Центр учбової літератури, 2014. — 319 с. — ISBN 978-611-01-0682-5.
- Джаман В. О. Регіональні системи розселення: демографічні аспекти. — Чернівці : Рута, 2003. — 392 с. — ISBN 9665685988.
- Дорошенко Л. С. Демографія: Навчальний посібник. — К. : МАУП, 2005. — 112 с. — ISBN 966-608-442-2.
- Дубович І. А. Країнознавчий словник-довідник. — 5-те вид., перероб. і доп. — К. : Знання, 2008. — 839 с. — ISBN 978-966-346-330-8.
- Економічна і соціальна географія країн світу. Навчальний посібник / За ред. Кузика С. П. — Л. : Світ, 2002. — 672 с. — ISBN 966-603-178-7.
- Загальна медична географія світу / В. О. Шевченко [та ін.] — К. : [б.в.], 1998. — 178 с.
- Книш М. М., Мамчур О. І. Регіональна економічна і соціальна географія світу (Латинська Америка та Карибські країни, Африка, Азія, Океанія) : навч. посіб. — Л. : ЛНУ ім. Івана Франка, 2013. — 368 с. — ISBN 978-617-10-0007-0.
- Крисаченко В. С. Динаміка населення: Популяційні, етнічні та глобальні виміри. — К. : Видавництво Національного інституту стратегічних досліджень, 2005. — 368 с. — ISBN 966-554-083-1.
- Любіцева О. О., Мезенцев К. В., Павлов С. В. Географія релігій. — К. : АртЕК, 1999. — 504 с. — ISBN 966-505-006-0.
- Масляк П. О. Країнознавство. — К. : Знання, 2007. — 292 с. — (Вища освіта XXI століття)
- Масляк П. О., Дахно І. І. Економічна і соціальна географія світу / П. О. Масляк, І. І. Дахно ; за ред. П. О. Масляка. — К. : Вежа, 2003. — 280 с. — ISBN 966-7091-53-8.

### Російською
- (рос.) Гамбия // Демографический энциклопедический словарь / главн. ред. Валентей Д. И. — М. : Советская энциклопедия, 1985. — 608 с.
- (рос.) Гамбия // Африка: энциклопедический справочник [в 2-х тт.] / гл. ред. А. А. Громыко. — М. : Советская энциклопедия, 1986. — Т. 1. — 672 с.
- (рос.) Гамбия // Страны и народы. Африка. Западная и Центральная Африка / Редкол. : М. Б. Горнунг, Г. Б. Старушенко (отв. ред.) и др. — М. : «Мысль», 1979. — 301 с. — (Страны и народы) — 180 тис. прим.
- (рос.) Атлас народов мира / Отв. ред. С. И. Брук и В. С. Апенченко. — М. : ГУГК ГГК СССР и Институт этнографии им. Н. Н. Миклухо-Маклая АН СССР, 1964. — 185 с. — 20 тис. прим.
- (рос.) Численность и расселение народов мира. Этнографические очерки / под ред. С. И. Брука. — М. : Издательство АН СССР, 1962. — 487 с.
- (рос.) Лаппо Г. М. География городов: Учебное пособие для географических факультетов вузов. — М. : Туманит, изд. центр ВЛАДОС, 1997. — 476 с. — ISBN 5-691-00047-0.
- (рос.) Ягельский А. География населения. — М. : Прогресс, 1980. — 383 с.